# کشتی مین‌روب کلاس شماره۷ (۱۹۳۸)
ماین‌سوییپر کلاس شماره۷ (۱۹۳۸) (به انگلیسی: No.7-class minesweeper (1938)) یک کلاس از کشتی است که طول آن ۷۲٫۵۰ متر (۲۳۷ فوت ۱۰ اینچ) می‌باشد.